# Johann Traugott Bartelmus

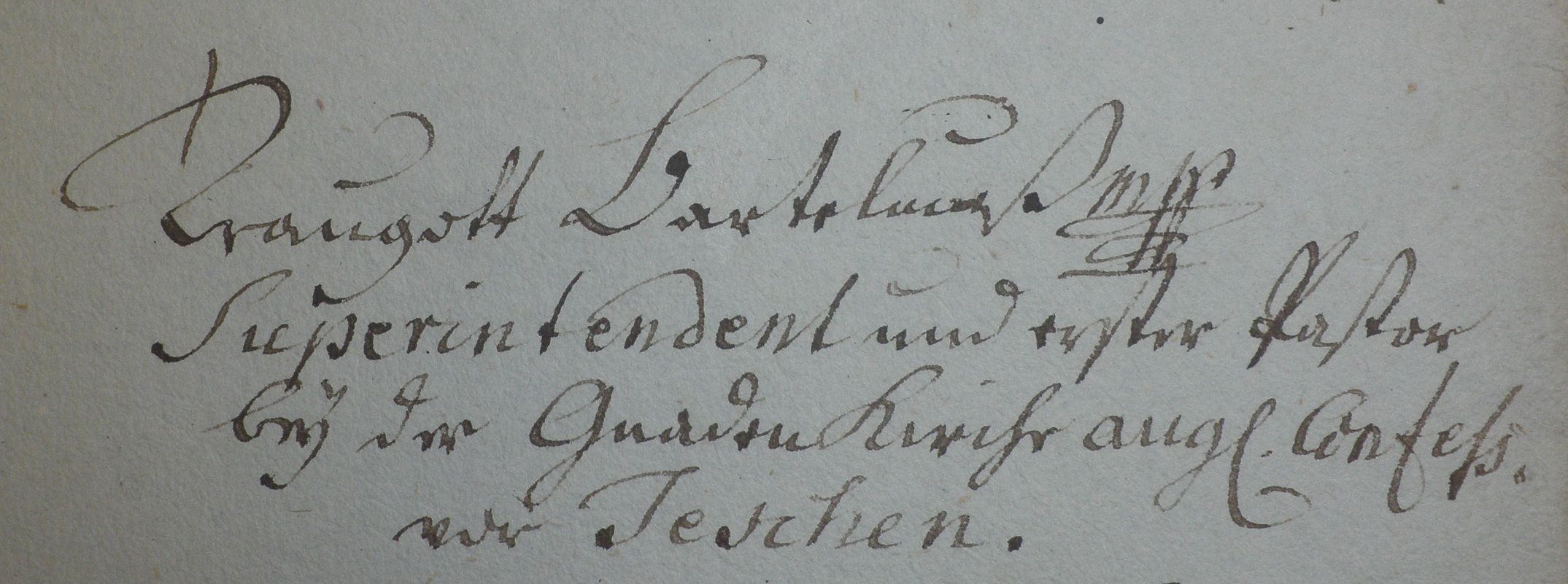
Autograph, 1807: „Traugott Bartelmus. Superintendent und erster Pastor bey der Gnaden Kirche augs. Confess. vor Teschen“

Johann Traugott Bartelmus (* 26. Dezember 1735, Bielitz, Schlesien oder Biala, Kleinpolen; † 15. September 1809, Teschen, Kaisertum Österreich) war lutherischer Theologe und der erste Superintendent von Mähren, Schlesien und Galizien.

## Leben
Traugott Bartelmus war ein Sohn der Deutschen Siegmund und Dorothea Bartelmus. Er besuchte die evangelische Schule in Biala und das Gymnasium in Teschen. Danach studierte er in Wittenberg und Leipzig Evangelische Theologie.
1760 wurde er Pfarrer an der Jesuskirche in Teschen. 1780 wurde er auch Schulinspektor der dortigen Schule. 1782 wurde er Geistlicher Rat im Konsistorium von Teschen. Seit 1782 war er der erste Pfarrer der Erlöserkirche in Bielitz.
1784 wurde Traugott Bartelmus zum ersten evangelischen Superintendenten für Mähren und Schlesien durch Kaiser Joseph II. ernannt, dem auch die neuen Gemeinden in Galizien unterstellt waren.
Er schuf die Grundlagen einer Kirchen- und Schulorganisation für die entstehende evangelische Kirche in Galizien. Er bemühte sich um eine einheitliche Gottesdienstordnung in seinem Verwaltungsbereich, was ihm jedoch nicht gelang. Er schuf eine Liturgiereform und ein neues Gesangbuch, das bis 1853 in Gebrauch blieb.
1800 gründete Superintendent Bartelmus ein Kirchenarchiv und eine Bibliothek in Teschen und schuf eine Schulordnung der dortigen Schule. 1804 gab er die Zuständigkeit für Galizien an einen neuen Superintendenten ab, blieb aber Superintendent für Mähren und Schlesien bis zu seinem Tod 1809.
Traugott Bartelmus verfasste einige kleine theologische Schriften in deutscher Sprache. Einige seiner kirchlichen Anordnungen schrieb er auch in Polnisch.